# North Curry
North Curry – wieś w Anglii, w hrabstwie Somerset, w dystrykcie (unitary authority) Somerset. Leży 55 km na południowy zachód od miasta Bristol i 205 km na zachód od Londynu. W 2002 miejscowość liczyła 1625 mieszkańców.